# Zdvořilá nevšímavost
Zdvořilá nevšímavost je termín, který ve známost uvedl americký sociolog Erving Goffman. Zdvořilá nevšímavost označuje způsob, kterým si lidé dávají při interakci najevo, že si uvědomují přítomnost toho druhého, aniž působí výhrůžně nebo přehnaně přátelsky.
Když se lidé míjejí, zběžně na sebe pohlédnou a následně při větším přiblížení odvrátí zrak. V tu chvíli projevují tzv. zdvořilou nevšímavost (civil inattention). Neignorují se, pouze si dají letmo najevo, že registrují druhého, byť si ho více nevšímají. Lidé se tak přesvědčují, že nemají důvod se navzájem podezřívat ze špatných úmyslů, že pro sebe neznamenají ohrožení (např. při míjení na chodníku, při cestě výtahem, MHD apod.). Upřený pohled může být považován za důkaz nepřátelských úmyslů.
K tomuto jevu dochází nejen při míjení chodců na ulici, ale například i při konverzaci, kdy občasnými pohledy ujišťujeme druhého o svém zájmu a účasti, ale zároveň na něho dlouze „nezíráme“. Absence očního kontaktu by v tuto chvíli znamenala nezájem, vyhýbavost či neupřímnost a příliš upřený pohled může být považován za známku nedůvěry nebo nepochopení.
Když lidé zahajují setkání s druhými, musí nejprve opustit onu zdvořilou nevšímavost, než se dají do řeči. V zaostřené interakci pak komunikují prostřednictvím slov i gest.